# Vrabec Mária
Vrabec Mária (Prága, 1970. november 1. –) Midas-díjas újságíró.

## Élete
1988-ben érettségizett a Szenci Magyar Tannyelvű Gimnáziumban. 1993-ban végzett a pozsonyi Comenius Egyetem újságíró tanszékén.
Szlovák regionális lapnál dolgozott Nyitrán, 1998-tól az Új Szó napilap regionális tudósítója, majd riportere lett. 2000-től a Vasárnap hetilap újságírója. 2012-ben megkapta a Kisebbségi és Regionális Nyelvű Napilapok Európai Egyesületének – Midas–díját. 2013-ban jelent meg interjúkötete Róbert Bezák volt nagyszombati érsekkel.

## Művei
- 2010 Hedvig/Hedviga.
- 2013 Vallomás / Vyznanie.